# Richard Metz
Richard Metz (* 1. Juni 1865 in Köln; † 8. Juli 1945) war ein deutscher Reichsgerichtsrat.

## Leben
Seine Konfession war zunächst katholisch, dann seit 1891 „frei-israelitisch“. Er legte 1887 die erste Staatsprüfung ab (ausreichend), die zweite 1891 (gut). Er wurde im nächsten Jahr Assessor am Amtsgericht Köln. Als Staatsanwalt war er 1897 am Landgericht Elberfeld, 1906 am Landgericht Bonn tätig. Dort wurde er im selben Jahr Staatsanwaltschaftsrat. 1908 wurde er Kammergerichtsrat am Kammergericht in Berlin. In der Weimarer Republik gelang ihm im Alter von 61 Jahren der Sprung auf die Richterbank des Reichsgerichts (1926). Er wurde am 1. Juli 1933 in den Ruhestand versetzt. Verstorben ist er am 8. Juli 1945.